# Paula Bergström
Paula Bergström, född 26 januari 1999 i Örnsköldsvik, är en svensk ishockeyspelare som spelar för Frölunda. Bergström har även medverkat i svenska landslaget och gjorde sin debut år 2020.